# Liam O'Flynn

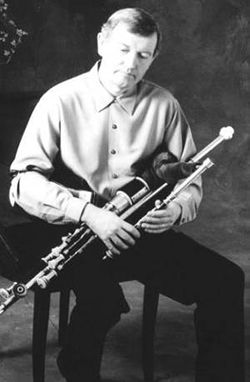
Liam O'Flinn

Liam O'Flynn, Iers: Liam Óg Ó Floinn (Kill (County Kildare), 1945 - 14 maart 2018) was een van de bekende uilleann pipers.
Zijn ouders waren ook zeer muzikaal, zijn vader speelde viool en zijn moeder piano. Zijn inspiratie voor de uilleann pipes kreeg hij van de beroemde Ierse pipers: Leo Rowsome, Willie Clancy en Séamus Ennis. Hij won verschillende prijzen voor zijn spel op dat instrument. Liam was een van de oprichters van Planxty. Na Planxty ging hij aan het werk als sessiemuzikant; hij werkte met de Everly Brothers, Enya, Kate Bush, Nigel Kennedy en Mark Knopfler. Hij oogstte ook veel succes met zijn werk aan de concertstukken van Shaun Davey, (titels bij de discografie).

## Discografie
Solo
- Liam O'Flynn (1988)
- The Fine Art Of Piping (1991)
- Out to an Other Side (1993)
- The Given Note (1995)
- The Piper's Call (1999)

Met Planxty
- Planxty (album) (1973)
- The Well Below the Valley (1973)
- Cold Blow and the Rainy Night (1974)
- After the Break (1979)
- The Woman I Loved So Well (1980)
- Words and Music (1983)
- Planxty (2004)

Met Shaun Davey
- The Brendan Voyage (1980)
- The Pilgrim (1983)
- Granuaile (1985)
- The Relief Of Derry Symphony (1990)
- May We Never Have To Say Goodbye (2006)